# Пирофосфатаза
Пирофосфатаза е ензим от типа киселинно-анхидридни хидролази, които действуват върху дифосфатните връзки.
Пирофосфатазите катализират превръщането на Пирофосфат в Орто–фосфат. Това е една реакция, при която други биохимични реакции стават възможни. Например изграждането на липиди. Пирофосфатазите се намират във всички организми – от бактериите до човешкия организъм.
Термус–термофилус притежава една пирофосфатаза, която е температуро–устойчива и подходяща за полимеразна верижна реакция. Чрез превръщането на дезоксинуклеотидтрифосфат в дезоксинуклеотидмонофосфат при тази верижна реация, се създава пирифосфат, който може да влияе на процеса.
Полифосфатазите от Ешерихия коли(които са хексамери), от човешки клетки и от мая(които са димери), принадлежат към семейството на Пирофосфати 1. Пирофосфати 2 се срещат само при прокариотите.
Примери на пирофосфатази включват:
- неорганична пирофосфатаза
- тиаминова пирофосфатаза

|  | Тази страница частично или изцяло представлява превод на страницата Pyrophosphatase в Уикипедия на английски. Оригиналният текст, както и този превод, са защитени от Лиценза „Криейтив Комънс – Признание – Споделяне на споделеното“, а за съдържание, създадено преди юни 2009 година – от Лиценза за свободна документация на ГНУ. Прегледайте историята на редакциите на оригиналната страница, както и на преводната страница, за да видите списъка на съавторите. ВАЖНО: Този шаблон се отнася единствено до авторските права върху съдържанието на статията. Добавянето му не отменя изискването да се посочват конкретни източници на твърденията, които да бъдат благонадеждни. |